# Patrioten-Polka
Die Patrioten-Polka ist eine Polka von Johann Strauss Sohn (op. 274). Das Werk wurde am 19. März 1863 im Sofienbad-Saal in Wien erstmals aufgeführt.

## Einzelnachweis
1. ↑  Quelle: Englische Version des Booklets (Seite 37) in der 52 CDs umfassenden Gesamtausgabe der Orchesterwerke von Johann Strauß (Sohn), Hrsg. Naxos (Label). Das Werk ist als siebter Titel auf der 11. CD zu hören.